# Louis Joseph Luzbetak
Louis Joseph Luzbetak SVD (* 19. September 1918 in Joliet; † 22. März 2005 in Techny) war ein US-amerikanischer Priester, Missionar und Ethnologe.

## Leben
Louis Joseph Luzbetak war ein Sohn slowakischer Einwanderer in die USA. Er besuchte die Sts. Cyril & Methodius School. Er trat 1932 bei Steyler Missionare am St. Mary’s Seminary in Techny ein und wurde dort 1945 zum Priester geweiht. Nach einem Theologiestudium an der Pontificia Università Gregoriana promovierte er 1951 in Kulturanthropologie an der Universität Fribourg. Von 1952 bis 1956 führte er anthropologische Feldarbeit im Wahgi (Tal) des Neuguinea-Hochlands durch. Nach seiner Rückkehr in die Vereinigten Staaten lehrte er am Divine Word Seminary in Techny und lehrte an verschiedenen christlichen Universitäten und Missionsausbildungszentren. 1965 wurde Pater Luzbetak Gründungsdirektor Center for Applied Research in the Apostolate, wo er bis 1973 als Präsident des Divine Word College tätig war. 1979 wurde er Herausgeber der Zeitschrift Anthropos und amtierender Direktor des Anthropos-Instituts. Von 1987 bis 1989 war er Mitarbeiter des Päpstlichen Rates für Kultur im Vatikan tätig.

## Schriften (Auswahl)
- Marriage and the family in Caucasia. A contribution to the study of North Caucasian ethnology and customary law (= Studia Instituti Anthropos. Band 3). St. Gabriel’s Mission Press, Mödling 1951, OCLC 715611612 (zugleich Dissertation, Fribourg 1951).
- Middle Wahgi phonology and standardization of orthographies in the New Guinea Highlands (= Oceania. Linguistic monographs. Band 2). University of Sydney, Sydney 1956, OCLC 251241335.
- The Church and cultures. An applied anthropology for the religious worker (= Studia Instituti Missiologici Societatis Verbi Divini. Band 2). Divine Word Publications, Techny 1963, OCLC 948986978.
  - L'église et les cultures. Une anthropologie appliquée pour l'ouvrier apostolique (= Tradition et renouveau. Band 4). Lumen Vitae, Bruxelles 1968, OCLC 799773997.
  - La Iglesia y las culturas. Antropología aplicada al servicio del apostolado (= FERES América Latina. Band 2). Tercer Mundo, Bogotá 1968, OCLC 981446090.
  - Un solo Vangelo nelle diverse culture. Antropologia applicata alla pastorale (= Fondamenti di una catechesi rinnovata. Band 11). Elle Di Ci, Torino 1971, OCLC 799810551.
  - Kościół a kultury. Nowe perspektywy w antropologii misyjnej. Verbinum Wydaw. Księży Werbistów, Warszawa 1998, ISBN 83-7192-013-X.
- The church in the changing city. Divine Word Publications, Techny 1966, OCLC 398007100.
- Clergy distribution U.S.A.. A preliminary survey of priest utilization, availability, and demand. CARA, Washington, D.C. 1967, OCLC 7841823.